# Kandalike, Heggadadevankote
Kandalike là một làng thuộc tehsil Heggadadevankote, huyện Mysore, bang Karnataka, Ấn Độ.